# Carl Johnson
Carl Johnson (mais conhecido pelas suas iniciais "CJ") é um personagem fictício da franquia de jogos eletrônicos Grand Theft Auto, servindo como o protagonista do quinto título principal da série, Grand Theft Auto: San Andreas (2004). Um membro da gangue de rua Grove Street Families, Carl decidiu deixar Los Santos, sua cidade natal, em busca de uma vida melhor, mas a crescente violência em torno de seu antigo lar resulta no assassinato de sua mãe, fazendo com que CJ retorne para seu funeral. Sua volta a Los Santos dispõe Carl a ter que lidar com conflitos entre gangues, confrontos com policiais e suas relações com sua família e amigos.
A equipe de desenvolvimento da Rockstar North decidiu implementar um protagonista negro para San Andreas desde o início de seu desenvolvimento, almejando uma representação adequada ao mundo do jogo. O presidente da Rockstar Games, Sam Houser, disse que a equipe prontamente se dedicou a esta escolha, e tinha como objetivo quebrar uma certa "barreira racial" que existia na indústria de jogos eletrônicos. O rapper Young Maylay forneceu sua voz e captura de movimentos para o personagem. Maylay buscou retratá-lo de uma forma que remetesse a sua própria vida, e notou que a sua liberdade de atuação não foi limitativa.
O personagem Carl Johnson foi aclamado pela crítica, com elogios sendo direcionados à performance de Maylay, sua personalidade e fácil afeição com os jogadores. Tanto o personagem quanto Maylay receberam múltiplos prêmios e indicações, incluindo em categorias de premiações como a Golden Joystick Awards, G-Phoria Awards e NAVGTR Awards. Retrospectivamente, Carl Johnson foi mencionado em diversas listas referentes aos melhores personagens de jogos eletrônicos de todos os tempos, com elogios à sua complexidade, ausência de estereótipo e seu senso de consciência.

## Criação
Com o objetivo de criar personagens que se adequassem ao mundo do jogo eletrônico Grand Theft Auto: San Andreas (2004), a equipe de desenvolvimento da Rockstar North tomou a decisão de que o protagonista do jogo seria um negro, ao contrário de seus antecessores Grand Theft Auto III (2001) e Grand Theft Auto: Vice City (2002), que eram retratados por brancos. Durante o início da produção, o co-fundador da Rockstar Games, Jamie King, observou que, já que o jogo seria ambientado na Califórnia, durante a década de 1990 e no meio de um cenário de gangues, ele achou que seria algo óbvio e "muito legal" a implementação de um protagonista negro. O presidente da Rockstar Games, Sam Houser, disse que eles "imediatamente" se dedicaram a esta escolha, e não a via como um risco a ser tomado, já que "com certeza era meio radical para a indústria naquele momento, mas, sabe, tenho orgulho de fazer coisas desse tipo", expressando desejo em quebrar uma certa "barreira racial" que existia na indústria de jogos eletrônicos. Ele complementou dizendo: "Qualquer um que tenha problema com isso, não queremos que você compre o jogo de qualquer maneira, cara, francamente".
Preocupações internas foram levantadas em torno da representação de um protagonista negro em San Andreas. Durante seu desenvolvimento, um de seus desenvolvedores pediu demissão após discordar "do modo como estávamos retratando os afro-americanos no jogo". Embora o então presidente da Take-Two Interactive, Paul Eibeler, tenha gostado do escopo de San Andreas, ele entendia que um protagonista negro poderia acarretar problemas e não queria que a controvérsia em relação à representação de haitianos em Vice City fosse repetida. O fundador e então presidente da Entertainment Software Association (ESA), Doug Lowenstein, visitou os escritórios da Rockstar e tratou uma demonstração de San Andreas com certo distanciamento pois, assim como Eibeler, ele estava preocupado com o potencial de San Andreas após os protestos por conta dos haitianos em Vice City. Ele achou que a empresa poderia sofrer ataques políticos, principalmente pela Congressional Black Caucus, então ele sugeriu que a Rockstar, a fim de lidar com possíveis polêmicas, envolvessem consultores para "amadurecer e entender a questão da controvérsia", e prepará-los para "responder adequadamente [caso] a coisa apertasse".

### Intérprete
A Rockstar queria adicionar uma voz ao personagem que não recordasse nenhuma celebridade de Hollywood. O produtor e co-escritor do jogo, Dan Houser, desejava encaixar uma voz que fosse autêntica e que se adequasse ao protagonista: "Não vamos colocar uma voz famosa ali só porque é uma voz famosa. Vamos conseguir alguém que soe perverso para o personagem e, se não for famoso, isso não nos incomoda em nada." O aspirante a rapper em início de carreira, Young Maylay, foi escalado para o papel do personagem. Maylay estava trabalhando em Nova Iorque quando recebeu um telefonema de seu amigo e co-escritor de San Andreas, DJ Pooh, que estava em uma reunião com a equipe da Rockstar. Durante um diálogo entre os dois relacionado a criações de novas músicas, Pooh estava próximo aos interlocutores do jogo; a ligação, sem o conhecimento de Maylay, ocorria no viva-voz. A equipe da Rockstar ouviu a conversa e, depois que o diálogo entre os dois terminou, eles encorajaram Pooh a trazer Maylay para uma audição. O processo de testes ocorreu primeiramente em Los Angeles, antes de seguir para Nova Iorque.
Algumas semanas após os testes de escolha de elenco, a Rockstar revisou as fitas e decidiu pôr Maylay para o papel de Carl Johnson. Maylay achava que não fosse conseguir o trabalho, já que era a sua primeira vez realizando dublagens e havia muitas pessoas tentando conseguir o papel. A direção de dublagem de CJ ficou a cargo de Navid Khonsari e Dan Houser, nos quais Maylay afirmou possuir "bastante respeito". Ao retratar o protagonista, Maylay declarou que se inspirou em sua própria vida: "[A equipe de desenvolvimento] queria um [homem de] Los Angeles autêntico, é de onde eu sou e eles sabiam disso, então foi isso que dei a eles. [...] Eu coloquei Maylay no CJ. Eu tentei ao máximo fazer dele o que eu sou, sem mudar muito o roteiro". A aparência física de Carl foi diretamente inspirada em Maylay, que também forneceu o trabalho de captura de movimentos ao personagem. Quando questionado sobre a modelagem de CJ, Maylay afirmou que a equipe de desenvolvimento tirou fotos "muito profissionais" dele para modelar o personagem; além disso, ele admitiu que foi dada "muita liberdade" a ele para poder interpretá-lo.
Enquanto grande parte do elenco de San Andreas teve aproximadamente quatro horas diárias de gravação de dublagens, Maylay afirmou que passava em torno de "10 a 12 horas" diárias e que "o roteiro do jogo era mais denso que a Bíblia". A cada sessão, o rapper teve que fazer diferentes vozes para cada variação corporal de Carl. DJ Pooh explicou para Maylay que ele queria "que tudo fosse natural", complementando: "não queria que você colocasse muito nisso ou fosse muito descontraído, eu queria que você fosse Maylay". Após o lançamento de San Andreas, o intérprete lançou um mixtape em homenagem ao jogo, intitulado San Andreas: The Original Mixtape (2005); em sua faixa inicial, Maylay realiza um rap em cima do instrumental da música-tema de San Andreas e incorpora a personalidade de CJ: "Eu fiquei tipo 'por que não?' pelo simples fato de que este jogo era de onde a maioria das pessoas me conhecia".

### Customização e jogabilidade

O modelo de Carl Johnson possui três variações de aparências físicas (da esquerda para a direita: magro, forte e gordo), que afetam diretamente a jogabilidade.

Ao contrário dos personagens jogáveis dos jogos anteriores, a aparência de Carl é amplamente personalizável, fazendo com que o jogador possua liberdade em comprar uma grande variedade de roupas, acessórios, cortes de cabelo e tatuagens para ele. Certas personalizações dão mais respeito ao personagem, bem como mais apelo sexual. O presidente da Rockstar North, Leslie Benzies, disse que gostaria que cada jogador tivesse controle total sobre o personagem: "Se eles não gostarem da maneira como ele se veste, podem ganhar dinheiro suficiente para comprar roupas novas [...] Um recurso de tatuagem funciona de forma semelhante, só que a motivação é diferente. Se você estiver em uma gangue, você fará uma tatuagem de gangue mostrando isso". Apesar do elevado nível de customização, o gerente de relações públicas da Rockstar, Hamish Brown, disse: "Não é The Sims. Nós apenas pegamos um pouquinho disso para que você se importe com o personagem".
O jogo conta com um "sistema de perícia" para múltiplas habilidades, nas quais são melhoradas gradualmente conforme são praticadas ou, em alguns casos, diminuem lentamente conforme são ignoradas. À medida que CJ anda de bicicleta, dirige carros, motocicletas ou voa em aviões, sua perícia melhora em cada uma delas. O mesmo vale para as armas que ele usa. Pela primeira vez na série Grand Theft Auto, o protagonista pode nadar e escalar paredes. A capacidade de nadar e mergulhar debaixo d'água também possui um grande efeito no personagem, já que a água não é mais uma barreira intransponível que mata o jogador imediatamente, embora ainda seja possível se afogar. Sobre a ausência da natação em Grand Theft Auto III e Vice City, Dan Houser disse: "Nunca colocamos a capacidade de nadar antes. Ficamos chateados com as pessoas dizendo: 'Não podemos nadar'. Funciona bem [em San Andreas]. Portanto, se você cair de uma ponte, não vai se afogar. Mas, dito isso, não é um jogo de natação".
San Andreas possui academias, nas quais Carl pode se exercitar, o que melhora habilidades como vigor e músculos, que permite que o personagem corra por períodos mais longos, e aumenta visivelmente seu físico e combate corpo a corpo, respectivamente. Visitar restaurantes de fast food e comer grandes quantidades de refeições aumentarão o tamanho de CJ com o tempo, o que pode deixá-lo acima do peso. O personagem pode perder esse peso novamente se exercitando. Ele é obrigado a manter uma pequena porcentagem de gordura corporal a fim de evitar a fome. Segundo o programador John Whyte, o modelo tridimensional do personagem passou por alterações em comparação ao modelo de Tommy Vercetti em Vice City, observando que suas "três variações (normal, forte e gordo, dependendo da jogabilidade), e as roupas para o modelo precisam ser montadas item por item porque [o jogador agora] possui total controle sobre o guarda-roupa de CJ" em oposição de seus antecessores.

## Biografia fictícia

### Origem
Carl Johnson, filho de Beverly Johnson e de pai anônimo, cresceu em Los Santos, numa casa localizada na Grove Street, no bairro de Ganton. Ele tinha três irmãos: Sean, apelidado de "Sweet", Kendl e Brian. Pouco se sabe sobre seu pai, a quem ele nunca conheceu. Quando jovens, Carl, Sweet e Brian fizeram amizade com Melvin "Big Smoke" Harris e Lance "Ryder" Wilson, que viviam na mesma rua, e todos os cinco eventualmente se juntaram a Grove Street Families, com Sweet se tornando o líder da gangue, Carl o vice-líder, e Brian, Big Smoke e Ryder, membros de alto escalão. Em 1987, Brian foi morto em um ataque de gangue; é implícito que Carl testemunhou o ataque, mas optou por não intervir. Isso arruinou seu relacionamento com sua família e amigos, especialmente Sweet, que o culpou pela tragédia. Eventualmente, CJ decidiu deixar sua antiga vida para trás e se mudou para Liberty City, onde começou a trabalhar para o mafioso Joey Leone, no negócio de roubo de carros.

### Retorno a Los Santos
Cinco anos depois, Carl retorna para Los Santos para o enterro de sua mãe, assassinada em um tiroteio. Em sua chegada, Carl é confrontado pelos policiais Frank Tenpenny, Edward "Eddie" Pulaski e Jimmy Hernandez, três membros altamente corruptos da unidade de policiamento comunitário da cidade, C.R.A.S.H. Tenpenny e seus parceiros ameaçam incriminar Carl pelo assassinato do policial Ralph Pendlebury, a quem eles mesmos mataram propositalmente, a fim de impedir que Carl divulgue seus atos corruptos. Eles forçam CJ a trabalhar para eles, ameaçando a segurança dele e de sua família.
Depois de se reunir com Sweet, Kendl, Big Smoke e Ryder, Carl descobre que a sua gangue perdeu influência e quase todos os seus territórios para seus rivais. Com a expansão do tráfico de drogas, a maioria das gangues sediadas em Los Santos começaram a vender drogas em um esforço para aumentar seu poder. No entanto, a moralidade de Sweet o impediu de fazer o mesmo, fazendo com que a Grove perdesse lentamente a maior parte de sua influência e territórios para seus rivais, os Ballas e os Vagos. CJ então concorda em ficar em Los Santos e ajudar a reerguer a sua gangue. Ele faz amizade com o namorado de sua irmã Kendl e líder da gangue Varrios Los Aztecas, Cesar Vialpando, apesar de Sweet inicialmente não ter aprovado o namoro dos dois, e ajuda seu amigo, Jeffrey "OG Loc" Cross, a iniciar sua carreira como rapper, apesar de sua falta de talento. Ele também ajuda no renascimento de sua gangue, recuperando territórios.
O renascimento de sua gangue dura pouco, pois Carl descobre que Big Smoke e Ryder traíram a Grove formando alianças com a C.R.A.S.H. e os Ballas, além de terem planejado o ataque que matou a mãe de CJ, que na verdade era para ter matado o Sweet, num esforço para enfraquecer a gangue. Enquanto Carl descobre isso, Sweet é emboscado por um grupo de Ballas e é ferido. CJ chega para resgatá-lo, mas os dois acabam presos pela polícia. Enquanto Sweet é condenado à prisão, Carl é libertado sob fiança pela C.R.A.S.H., que o leva para uma área rural perto de Los Santos para que ele possa continuar trabalhando para eles, e ameaça matar Sweet se ele tentar voltar para Los Santos e intervir nas suas negociações com Big Smoke, Ryder e os Ballas, que efetivamente tomaram a cidade e a inundaram com drogas.

### Exílio, novas alianças e empreendimentos
Durante seu tempo na área rural, Carl faz amizade com um velho hippie cultivador de ervas conhecido como "The Truth", e realiza vários roubos ao lado de sua amante, prima de Cesar, Catalina, com quem CJ mantém um relacionamento de curta duração. Ele também participa de algumas corridas de rua ilegais organizadas pelo líder cego da tríade Mountain Cloud Boys, Wu Zi Mu, conhecido como "Woozie", nas quais ele ganha um carro esportivo e uma garagem abandonada do novo namorado de Catalina, Claude. Carl e seus associados viajam mais tarde para San Fierro, onde transformam a garagem abandonada em uma oficina de veículos, com a ajuda de vários novos aliados, e compram uma concessionária de automóveis. Enquanto isso, CJ trabalha para a tríade local de Woozie, fortalecendo seus laços com ele no processo, e se infiltra e destrói o maior cartel de drogas do estado de San Andreas, o Loco Syndicate, que agia como o principal fornecedor para os Ballas. No processo, ele também se vingou de Ryder por sua traição, matando-o durante uma reunião com os líderes do Syndicate.
Após a destruição do Loco Syndicate, Carl é contatado por Mike Toreno, suposto ex-líder do Syndicate, que revela ser na verdade um agente do governo disfarçado que obriga CJ a realizar vários trabalhos de alto risco em troca da libertação de Sweet da prisão. Enquanto trabalhava para Toreno, CJ compra uma pista de pouso abandonada num deserto, adquire uma licença de piloto e rouba um propulsor a jato de 60 milhões de dólares da base militar Area 69, a pedido do The Truth. Mais tarde, ele viaja para Las Venturas a fim de ajudar Woozie a abrir um cassino, enquanto planeja e rouba o cassino rival administrado pela máfia italiana, o Caligula's Palace, depois de ganhar a confiança da máfia trabalhando para Don Salvatore Leone. No processo, ele se torna amigo do ex-empresário de Don, Ken Rosenberg, e ajuda ele e seus associados a escaparem das garras de Salvatore. Durante sua estadia em Las Venturas, Carl também resgata o famoso ex-rapper Madd Dogg de uma tentativa de suicídio, cuja carreira o próprio CJ arruinou ao ajudar OG Loc, e trabalha para C.R.A.S.H., até que eles o traem e tentam matá-lo. CJ é salvo pelo oficial Hernandez, que secretamente traiu seus parceiros ao denunciá-los, e mata Eddie Pulaski depois dele assassinar Hernandez. Após esses eventos, Carl e seus associados se veem donos de vários negócios de sucesso em San Fierro e Las Venturas, e se preparam para retornar a Los Santos. Antes disso, Madd Dogg pede a Carl para se tornar seu empresário e ajudá-lo a reconstruir sua carreira como rapper, o que ele faz com a ajuda de Rosenberg e seus amigos músicos britânicos Kent e Maccer.

### Pontas soltas
Pouco depois de seu retorno à Los Santos, Carl é contatado por Toreno para um último trabalho. Após a conclusão, Sweet é finalmente solto da prisão. Embora feliz por ter seu irmão de volta, Sweet não fica impressionado com os empreendimentos comerciais de CJ e o julga por se esquecer de sua gangue, antes de convencê-lo a ajudar a reconstruir a força da Grove mais uma vez. Durante esse tempo, Tenpenny é julgado por conta de seus crimes, mas é absolvido por falta de provas, causando um tumulto por toda Los Santos. No meio do caos, CJ recupera territórios perdidos pela Grove enquanto rastreia Big Smoke, até descobrir que ele se esconde em seu "Palácio do Crack", onde CJ o mata por sua traição. Tenpenny então chega atrás de sua parte do dinheiro e tenta matar Carl, mas CJ sobrevive e o persegue com a ajuda de Sweet. A perseguição eventualmente faz com que Tenpenny bata e capote seu veículo, e então ele morre devido aos ferimentos. Com a morte do policial, os tumultos cessam e todas as pontas soltas na vida de CJ são resolvidas. Após isso, Carl e seus associados são vistos discutindo o que seu futuro os reserva, quando Madd Dogg os visita para anunciar que ele ganhou uma certificação de disco de ouro com seu novo álbum. Enquanto todos comemoram, Carl sai de casa para checar como andam as coisas na vizinhança.

## Personalidade
Carl Johnson é caracterizado como um personagem mais sentimental em comparação aos protagonistas dos títulos anteriores da série Grand Theft Auto, bem como uma pessoa menos violenta e que demonstra arrependimento para determinados atos, apesar de expressar um lado mais agressivo e profundo quando sua gangue e sua família são ameaçadas. Os irmãos Houser desejavam que os conflitos e problemas do personagem dessem um novo nível de profundidade e complexidade à franquia. No início do jogo, CJ, assim como seu irmão Sweet, possui fortes crenças em relação as lealdades de gângsters, nas quais o fez acreditar ingenuamente que todos os membros possuíam tais propósitos. Pouco depois de ser exilado de Los Santos, Carl continuou a manter essas crenças até que Cesar Vialpando o revela que Big Smoke era traficante de drogas há bastante tempo. A personalidade ingênua de Carl faz com que alguns personagens questionem a sua inteligência, apesar de que, em algumas situações, ele demonstre um lado mais profissional, bem como uma mentalidade mais estratégica na medida que a trama do jogo avança. No prólogo, o personagem também possui traços de egoísmo, mas ao passar do tempo se torna um criminoso bem-sucedido e que se preocupa mais com sua gangue e com seus próximos, ganhando destaque ao possuir contatos com criminosos e se tornando um grande investidor em vários negócios por todo o estado de San Andreas.

## Aparições
- Além de ser o protagonista de Grand Theft Auto: San Andreas, Carl Johnson também aparece em The Introduction, um curta-metragem de 21 minutos feito através do motor de jogo de San Andreas. O enredo serve como uma prequela dos eventos do jogo, mostrando a vida de CJ em Liberty City, bem como o tiroteio que assassinou a sua mãe, Beverly, e o fez retornar para Los Santos.[67][68]
- Apesar de San Andreas ter sido o único jogo que o personagem apareceu fisicamente, Carl também é referenciado em títulos posteriores da série Grand Theft Auto. No jogo portátil da Rockstar Leeds, Grand Theft Auto: Liberty City Stories (2005), o personagem é mostrado em um outdoor como um jogador de basquete.[69] Em sua sequência, Grand Theft Auto: Vice City Stories (2006), uma roupa de lixeiro que consiste no protagonista Victor Vance vestindo uma regata branca, calça jeans e tênis, possui semelhanças às roupas de CJ no início de San Andreas.[70]
- O personagem é notavelmente referenciado duas vezes em Grand Theft Auto IV (2008). Assim como em Liberty City Stories, Carl aparece em um outdoor em Grand Theft Auto IV. Em alguns grafites nas paredes da cidade do jogo, possuem algumas descrições que sugerem que o personagem, junto com outros protagonistas de jogos anteriores, pode estar morto.[71]
- Carl é referenciado algumas vezes em Grand Theft Auto V (2013). Durante a missão "Hood Safari", são apresentados três personagens não jogáveis (NPCs) que se assemelham à CJ, Big Smoke e Sweet.[72] Um objetivo na missão "Derailed", na qual requer que o jogador atravesse um trem em movimento enquanto está em uma moto, é intitulado "Better than CJ".[73] Além disso, uma imagem de Carl pode ser encontrada na casa do personagem Lester.[74]
  - Uma suposta referência a CJ é vista na expansão de 2021 The Contract de Grand Theft Auto Online, sugerindo que eventos de San Andreas podem ter ocorridos na realidade de Grand Theft Auto V. A Screen Rant opinou como "improvável" o retorno do personagem, já que a Rockstar dividiu a franquia por meio de "Universos".[75]

## Recepção

### Inicial

A performance de Young Maylay como Carl Johnson recebeu aclamação da crítica.

Após o lançamento de San Andreas, o protagonista Carl Johnson recebeu aclamação da crítica. Mikel Reparaz, da GamesRadar+, caracterizou-o como um "anti-herói extremamente simpático", enquanto que Mike Smith, da Yahoo! Games, descreveu-o como "talvez, a característica mais forte do jogo". John Davison, em sua revisão para a Official U.S. PlayStation Magazine, referiu-o como "possivelmente um dos personagens de jogos eletrônicos mais bem desenvolvidos e críveis já criados. [...] Claro, ele é um criminoso e tem uma propensão a ser particularmente desagradável, mas muito rapidamente, você começa a perceber que realmente gosta dele." Davison comparou CJ a Sam Fisher (de Tom Clancy's Splinter Cell), Solid Snake (de Metal Gear) e Ratchet (de Ratchet & Clank), afirmando que Carl "não fornece o distanciamento que você tem com esses caras. [...] Você gosta dele porque rapidamente começa a sentir que realmente o conhece". Vicious Sid, da GamePro, achou que o personagem realiza "algumas piadas divertidas", apesar de considerar que ele não se igualou ao carisma de Tommy Vercetti, de Vice City.
A performance de Young Maylay foi amplamente elogiada. Miguel Lopez, da GameSpy, achou que a interpretação de Maylay como o protagonista foi "excelente", com Joe Dodson, da Game Revolution, dizendo que sua atuação "fará de CJ um dos personagens mais memoráveis de todos os tempos". Jeremy Dunham, da IGN, achou que Maylay "é perfeito em seu papel como CJ", enquanto que Jeff Gerstmann, da GameSpot, considerou que a escalação de "um rapper relativamente desconhecido" foi certeira para o papel do personagem, dizendo que ele possui "uma excelente atuação". Davison disse que parte da boa relação do protagonista com o jogador "é por causa da performance surpreendentemente fantástica de Young Maylay como CJ", bem como das suas reações críveis. Escrevendo para a Game Informer, Andrew Reiner disse que o intérprete "possui um desempenho excelente e não poderia ter feito um trabalho melhor ao dar vida ao seu personagem".
O personagem recebeu múltiplos prêmios e indicações. Foi premiado como "Herói de 2005" na Golden Joystick Awards, e nomeado a "Personagem Favorito" na G-Phoria Awards. Por sua atuação, Young Maylay foi indicado para "Melhor Performance Vocal – Masculino" na G-Phoria Awards, e venceu na categoria de "Melhor Performance Vocal – Principal" na NAVGTR Awards.

### Retrospectivo
Retrospectivamente, Carl Johnson foi incluído em diversas listas de melhores personagens de jogos eletrônicos de todos tempos. Jesse Schedeen, da IGN, incluiu CJ em sua lista dos seus "Fodões Favoritos de Grand Theft Auto", afirmando: "De todos os protagonistas de todos os jogos da franquia GTA, poucos são tão convincentes ou tão fodões como Carl "CJ" Johnson"; ele também elogiou a customização do personagem e os recursos disponíveis. Paul Tamburro, da Crave Online, classificou Carl em oitavo lugar em sua lista dos dez personagens mais memoráveis do GTA, afirmando que "foi revigorante assumir o controle de um personagem que pensava duas vezes se deveria ou não cometer massacres desenfreados". Matthew Cooper, da Sabotage Times, listou-o entre os dez melhores personagens principais da franquia Grand Theft Auto, afirmando que Carl Johnson "foi o primeiro [da série] a apresentar consciência, o primeiro que não parecia gostar de matar um grande número de pessoas".
A GameDaily listou CJ em sua lista dos melhores personagens negros dos jogos eletrônicos, repudiando a ideia de que ele reforça estereótipos negativos, afirmando que ele "está mais pra um James Bond nascido no gueto do que um bandido". Da mesma forma, Larry Hester, da Complex, colocou-o em segundo lugar em sua lista dos dez melhores personagens negros dos jogos eletrônicos, chamando-o de um "gângster com um bom coração". Em 2012, a GamesRadar+ classificou o personagem em 77º lugar em sua lista dos 100 melhores heróis dos jogos eletrônicos, dizendo que "poucos heróis [de Grand Theft Auto] foram tão carismáticos quanto ele, e poucos provavelmente serão no futuro." A UGO Networks colocou Carl em segundo lugar na sua lista dos personagem que mais merecem seu próprio filme live-action.
Em 2008, a The Age classificou CJ como o 33º maior personagem do Xbox de todos os tempos, destacando-o como "o mais humilde" dos anti-heróis de Grand Theft Auto, bem como "um dos primeiros protagonistas afro-americanos fortes dos jogos eletrônicos". Embora Carl no final não tenha sido incluído, a equipe da Game Informer considerou a sua inclusão em sua lista dos "30 personagens que definiram uma década", com Matt Helgeson dizendo: "Ele poderia facilmente ter sido outro gângster estereotipado, mas no final do jogo vemos CJ como um homem imperfeito, que no final das contas, fez o melhor que pôde nas piores circunstâncias". Em 2011, os leitores do Guinness World Records Gamer's Edition votaram em Carl Johnson como o 22º maior personagem de jogos eletrônicos de todos os tempos.

## Controvérsias

### Semelhanças com Michael Washington
No final de 2012, o vocalista do grupo de rap Cypress Hill, Michael "Shagg" Washington, abriu um processo contra a Take-Two Interactive, no qual alegou, na corte da Califórnia, que Carl Johnson foi criado com base em sua vida, história pessoal e aparência física. Por conta disso, ele solicitou uma indenização de 250 milhões de dólares por abuso contra ele. Como prova, ele afirmou que em 2003 se reuniu com um grupo de desenvolvedores de jogos, com quem discutiu seu passado como lutador e como integrante de gangue de rua. Durante o referido encontro, Shagg cedeu-lhes uma foto sua, que acabou no arquivo de sua defesa. No entanto, o juiz determinou que as evidências não eram suficientes, uma vez que o demandante deveria apresentar indícios como tatuagens, marcas de nascença ou outros tipos de características físicas. À luz disso, a Take-Two usou uma emenda descrevendo que o uso de personagens "transformativos" exclui qualquer tipo de base concreta para seu design. Como a lei da Califórnia invoca tais regulamentações, a empresa acabou vencendo a ação, ao qual o juiz decidiu que, na ausência de provas conclusivas, Washington não merecia o dinheiro por danos.

### Declarações de Young Maylay
Em outubro de 2019, durante a Brasil Game Show (BGS), o ator do personagem Franklin Clinton de Grand Theft Auto V, Shawn Fonteno, primo de Young Maylay, especulou um possível retorno de Carl Johnson para um provável futuro jogo da franquia, dizendo: "Eu e [Maylay] temos algo vindo por aí, mas eu não posso falar nisso neste momento. Nós poderemos trazer o CJ de volta, eu só não posso falar nada sobre isso agora".
No final de dezembro de 2019, Maylay negou, através do Instagram, as especulações em torno da sua participação em um futuro jogo da série, comentando: "Foda-se a Rockstar. CJ precisará ser dublado por outro filho da puta, e não por mim. Não dou a mínima para o que vocês ouviram". Maylay cedeu críticas a Rockstar por, segundo ele, não fornecer o devido valor às pessoas que trabalham na empresa, dizendo: "Eles são abutres da cultura. O pessoal de Londres está fazendo bilhões com caras de Los Angeles e nós não vemos 10% [do dinheiro]". Além disso, ele poupou críticas a Dan Houser e defendeu o intérprete de Niko Bellic, Michael Hollick, este último que argumentou que não foi pago o suficiente por seu trabalho em Grand Theft Auto IV.